# 2655 Guangxi
2655 Guangxi este un asteroid din centura principală, descoperit pe 14 decembrie 1974 de Observatorul Zijinshan.